# Пигмеји
Пигмеји је заједнички назив већег броја црначких племена код којих је просечна висина одраслих мушкараца мања од 150 cm. Настањени су у тропској кишној шуми средишње Африке, од Камеруна преко Конга до унутрашњости Демократске Републике Конга (бивши Заир), а постоји и барем једна група настањена у Тогоу, то су Акебу-Пигмеји. Главне групе Пигмеја су: Бакола (Кола или Која) и Багјеле (или Гјеле) у јужном Камеруну (3.700); Бака; Бедзан у средишњем Камеруну (мање од 1.000); Ака (или Мбензеле) на северу Демократске Републике Конго; Бабонго (или Бонго); Мбути (или Бамбути) (једна од подгрупа је Ефе); Батва (или Тва); Бангомбе или Бабинга (Бака и други Мбенга Пигмеји) у Габону. Израз Пигмиди се користи за етничке групе, код којих је просечна висина одраслих мушкараца нешто већа.
Ако би под Пигмејима подразумевали етничке групе, код којих је просечна висина одраслих мушкараца мања од 155 cm, онда би под Пигмејима подразумевали и Негритосе са Андаманских острва, из Тајланда, Малезије, Филипина, Индонезије, Папуа Нове Гвинеје, Аустралије, и неке етничке групе из Боливије и Бразила.

## Име
Име Пигмеји (енгл. Pygmy) долази од грчког pugme 'шака', одакле долази у латински као pugnus. Изворно то је била мера за удаљеност од ручног зглоба до лакта. Из pugme, каже Гоч (1995), долази и pugmaios, у значењу 'мален попут шаке', или мален, неразвијен. Код Латина реч се претворила у pygmaeus, и ушла у енглески као pygmies, и Пигмеји у српски. Назив са почетка, негде од 14. века, означава митске и апокрифне расе нискога раста, а за данашње афричке Пигмеје користи се тек од 19. века.

## Народи и језици
Постоји двадесетак пигмејских народа чије постојање је потврђено, укупна популација ових народа у Басену Конга је најмање 350.000.
Најпознатије групе пигмејских народа су Мбенга (Ака и Бака) из западног дела Басена Конга, који говоре банту и убангијским језицима; Мбути (Ефе и остали) из кишне шуме Итури, који говоре банту и централносуданским језицима; Тва из афричке области великих језера, који говоре банту руандско-рундијским језицима. Четврта група је Бедзан. Сви познати пигмејски народи говоре једним од језика из банту, убангијске или централносуданске језичке породице, већина говори језиком којим говоре њихови суседи, а само три народа употребљава језик којим само они говоре.
Пигмејски народи:
- Бедзан насељени су у Камеруну недалеко од нигеријске границе. Говоре бантоидским тикарским језиком. Популација је процењена на: 400
- Мбенга
  - Ака насељени су у Централноафричкој републици и ДР Конгу говоре банту ака језиком, који је близак лингала језику. Популација је процењена на: 30–50.000. Мијака и Лума који насељавају северни Габон и говоре банту језиком су вероватно подгрупе Ака.
  - Бака или Нгомбе из Камеруна и Габона говоре блиско сродним убангијским језицима гране нгбака: бака, ганзи и гунди или нгунди. Популација је процењена на: 30–40.000
  - У Централноафричкој републици северно од Ака налази се група која говори језиком својих суседа, језиком бофи, који припада гбаја језицима. Популација је процењена на: 3.000
  - Гјеле или Кола или Која су најзападнији Пигмеји, насељени су у близини обале у јужном Камеруну и Екваторијалној Гвинеји. Говоре два дијалекта банту мвумбо језика. Популација је процењена на: 4.000
  - Кола или Која из Конга и северозападног Габона говоре банту нгом језиком. Популација је процењена на: 2.600
  - Бонго или Акоа, из јужног Габона говоре банту језицима, који укључују тсого, нзеби, западни теке, пуну, лумбу, мјене, канинги, и могуће јаса језиком и још неким другим језицима. Римба или иримба језик, који се понекад сматра дијалектом пуну језика, можда има не бантуанску основу. Популација је процењена на: 3.000
- Мбути
  - Ефе говоре централносуданским језиком лесе. Популација је процењена на: 10.000?
  - Асоа говоре централносуданским језиком асоа, који је сродан језику мангбету, језику њихових патрона (покровитеља, заштитника). Популација је процењена на: 10.000?
  - Канго или Суа говоре банту била језиком. Популација је процењена на: 26.000?
- Тва Сви говоре банту језицима.
  - Нсуа из Уганде говоре банту језиком. Популација је процењена на: 1.000
  - Великојезерски Тва из области Великих језера у Африци (Руанда, Бурунди, источни ДР Конго, јужна Уганда) говоре рунди и кига језицима. Популација је процењена на: 10.000
  - Монго Тва или Нтомба Тва (Тсва) из области око језера Тумба и Маи-Ндомбе у западном ДР Конгу, говоре различитим дијалектима монго језика (конда, нтомба и лиа). Популација је процењена на: 14.000
  - Касајски Тва или Куба Тва (Тсва) из области Касаи у централном ДР Конгу говоре језиком бушонг.
  - Мботе Тва или Бамботе, који живе северозападно од језера Тангањика и који говоре језиком Д20.
  - Апембански Тва или Луба Тва (Тсва) из Депресије Апемба, који говоре језицима луба-катанга, хемба, сонге и табва.[4]
  - Бангвеулски Тва из замбијске области Бангвеулу, говоре језиком бемба.
  - Лукангански Тва из замбијске области Луканга, говоре језиком лење.
  - Кафуански Тва са замбијске равнице Кафуе, говоре лење језиком.
  - Анголски Тва живе међу народима нгамбве, зимба, хавакона и химба.

Јужни Тва се по физичком изгледу не разликују од својих Банту суседа, али имају сличан подређен положај према својим суседима земљорадницима, какав имају шумски Пигмеји. Могуће је да представљају остатак којсанског становништва. Народи Ила, Тонга, и Лење из Замбије, као и Чева из Малавија, верују да су они староседеоци, и своја света места повезују са њима, али према Бленчу они су се можда заједно са Бантуима доселили из шуме, а касније су у легенди повезани са староседеоцима.

## Култура и историја
Историја Пигмеја слабо је позната због саме њихове изолованости. Њих ипак спомиње још Хомер у Илијади, у 8. веку п. н. е. а познају их и стари Египћани. Европским освајањем Африке почеће и уништавање кишне шуме у којој живе њихове малене заједнице. Они су ловци и сакупљачи. Од свих осталих суседних народа разликују се и по својем језику. Животни век Пигмеја, као и код Бушмана, прилично је кратак, и ретко када живе дуже од 50 година.
Шума је главни извор хране пигмејској заједници. Уз лов за преживљавање било је потребно и сакупљање свега што се могло појести, ту спадају воће, гљиве, корење, термити, гусенице, пужеви. Заједнице Пигмеја су малене, у зависности од обиља хране коју нуди природа. Одсутност од куће, присиљавала је Пигмеје да им још мала деца буду за то време на алопаренталној (од allos = други + parentalis = родитељски) „грби” старијих чланова друштва, обично код деде или баке, или неких других старијих чланова села, нешто слично што је било код Мбаја, али из потпуно других разлога, јер су у аталику Мбаја деца давана на одгој у друге породице, и ретко су се посећивале. Код Пигмеја новорођенче проводи током своје прве 3 недеље чак 40% времена на „грби” других старијих људи, а до 9 године мушко дете је више у друштву са мушкарцима него са женама. У друштву мушкараца он ће веома млад постати вешт ловац.
Мушки посао уз лов су и ритуалне активности, сеча дрвета, крчење малених парцела шуме, сакупљање меда, израда музичких инструмената и одбрана од напада опасних животиња. За увођење у свет одраслих млади момци пролазе обреде иницијације током којих ће морати да се сусретну са духовима шуме.